# اغداش (میاندوآب)
روستای اغداش(چهاربرج)، روستایی از توابع بخش مرکزی شهرستان چهاربرج در استان آذربایجان غربی ایران است. این روستا یکی از شمال غربی‌ترین روستاهای دهستان چهاربرج می‌باشد از طرف شرق قپچاق و از طرف جنوب شرقی با چهاربرج و از طرف جنوب غربی نیز با فسندوز و قشلاق همسایه است.
این روستا در منطقه جلگه‌ای قرار داشته و دارای جاده جیپ رو می‌باشد. در سال ۵۵ نیز دارای ۱۱۶ خانوار و ۶۷۵ نفر جمعیت بوده و دارای امکانات ، دبستان، مسجد، دامپزشک و مغازه خرده فروشی می باشد.

## جمعیت
این روستا در دهستان مرحمت‌آباد شمالی قرار دارد و براساس سرشماری مرکز آمار ایران سرشماری عمومی نفوس و مسکن (۱۳۸۵)، جمعیت آن ۸۷۰ نفر (۲۷۳خانوار) بوده‌است.